# Göran Segergren
Göran Segergren, född 28 februari 1938 i Örgryte, död 2013, var en svensk konstnär och författare. Han arbetade med teckning (tusch och blyerts), målning (gouache och akryl) samt grafik (litografi och linoleumsnitt).            

## Biografi

### Uppväxt och skolgång
Segergren erhöll sin konstnärliga skolning vid Skånska målarskolan i Malmö 1964 och Målarskolan Forum i Malmö 1972 - 1973. Under en tre månader lång resa 1975 till bland annat Algeriet kom Segergren i kontakt med den algerisk-turkiska nationalmålaren Mohammed Racim och lät sig inspireras av dennes miniatyrverk. Enligt Segergren förelåg det en hög emotionell tröskel att kliva över innan han kunde bestämma sig för att vandra i arabiska spår. Men eftersom han fann Racims konst ursprunglig och tilltalande olikt det han kunde finna i västerländsk konst, valde han att utveckla en egen stil ur den arabiska mönstertraditionen.
Han var medlem av Svenska Tecknare.

### Åsiktsregistrering
Segergren menade att han hos Säkerhetspolisen (SÄPO) varit aktuell för åsiktsregistrering, och att det 1972 föranledde att han blev av med sitt arbete på rörfirman Calor-Celsius. På grundval av det drev Segergren ett rättsligt ärende, ända upp till dåvarande regeringsrätten, mot SÄPO i syfte att få ta del av den akt som Segergren menade att SÄPO har. Regeringsrätten beviljade dock inte Segergren prövningstillstånd.

### Utställningar och representation
Segregren har haft separatutställning vid "Den Frie" (Köbenhavn 1975), "Galleri Oktober" (Göteborg 1976), "Galleri H" (Stockholm 1985), "Galleri S:t Peder" (Köbenhavn 1986) och "Galleri Ibstinans" (Köbenhavn 1996). 
1982 tilldelades Segergren Ängelholms kulturstipendium för värdefulla insatser inom kulturområdet. Under några år vid slutet av 80-talet och början av 90-talet hade Segergren en ateljé på Rååvägen 53 i Helsingborg där han ställde ut sina egna teckningar, gouacher, linoleumsnitt, litografier och målningar samt även andra konstnärer. Sedermera flyttade Segergren sin ateljé till en annan lokal i samma stadsdel, Råå. Under åtta år illustrerade Segergren en kolumn i den svenska tidskriften Folket i Bild/Kulturfront. När författaren Jan Myrdal 2002 gav ut sin bok "Det odelbara ordet - texter om yttrande- och tryckfrihet och rasism" pryddes bokens omslag av en bild gjord av Segergren. 2006 erhöll Segergren medalj, diplom och ett belopp om 35 000 kronor ur Irma och Einar Forseths Kulturfond.
På senare år har Segergren haft bl.a. utställning på Galleri Hultman. Under juni 2007 visade Hultman upp flera av Segergrens tavlor med arabiskt mönster.

### Engagemang
Segergren var under 1970- och 80-talen engagerad i Svenska Afghanistankommittén, mot Sovjetunionens invasion och ockupation, genom att bland annat hålla en insamling 1985 i Jacob Hansens hus i Helsingborg där de insamlade medlen gick till stöd för kommittén. På senare år har Segergren engagerat sig i de politiska strävanden för att göra Västsahara självständigt från Marocko. Det har tagit sig uttryck i form av att Segergren har skänkt en tavla till tidskriften Västsahara så att de i sin tur kan ställa ut tavlan till försäljning till högstbjudande så att köpesumman kan gå till tidskriften Västsaharas arbete.

### Författarskap
1989 utkom Segergren med boken "Porträtt av Drottninghög - En stadsdel i Helsingborg" som ett led i att åstadkomma en attitydförbättring av bostadsområdet Drottninghög i Helsingborg. Finansieringen av tryckningen av boken stod det allmänna bostadsbolaget Helsingborgshem för.

### Fotnoter
1. ↑  Sveriges befolkning 1990. (2011). Ramsele: Svensk arkivinformation (SVAR), Riksarkivet.
2. ↑  ”Göran Segergren har lagt penseln”. Helsingborgs Dagblad. 21 juni 2013. http://hd.se/kultur/blogg/2013/06/21/goran-segergren-har-lagt-penseln/#more-12242. Läst 20 december 2013.
3. 1 2 3 4 5  Form- och bildkonstnärer i södra Sverige (1991, Malmö) Utgiven av Kulturarbetsförmedlingen, s. 499.
4. 1 2  Helsingborgs Dagblad, han har levt med sin konst i 30 år, s. 40, 2003-02-27.
5. 1 2  Broschyr, Variationer på arabiskt tema (1990), s. 2.
6. ↑  Helsingborgs Dagblad, "Jag ska ta mig till Marocko och se på konst", s. 26, 2006-10-19.
7. ↑  Helsingborgs Dagblad, Marockanskt på Galleri Hultman, s. 16, 2007-06-04.
8. ↑  Tidskriften Västsahara nr 3 2011, Tavlan kan bli din! Lägg ett bud!, s. 14.
9. ↑  Malmö högskola, Träd och trä - ett integrationsprojekt, s. 7.